# Feliks Skubiszewski
Feliks Skubiszewski (ur. 15 maja 1895 w Czemiernikach, zm. 17 maja 1981 w Lublinie) – polski chirurg, pierwszy rektor i patron Akademii Medycznej w Lublinie.

## Życiorys

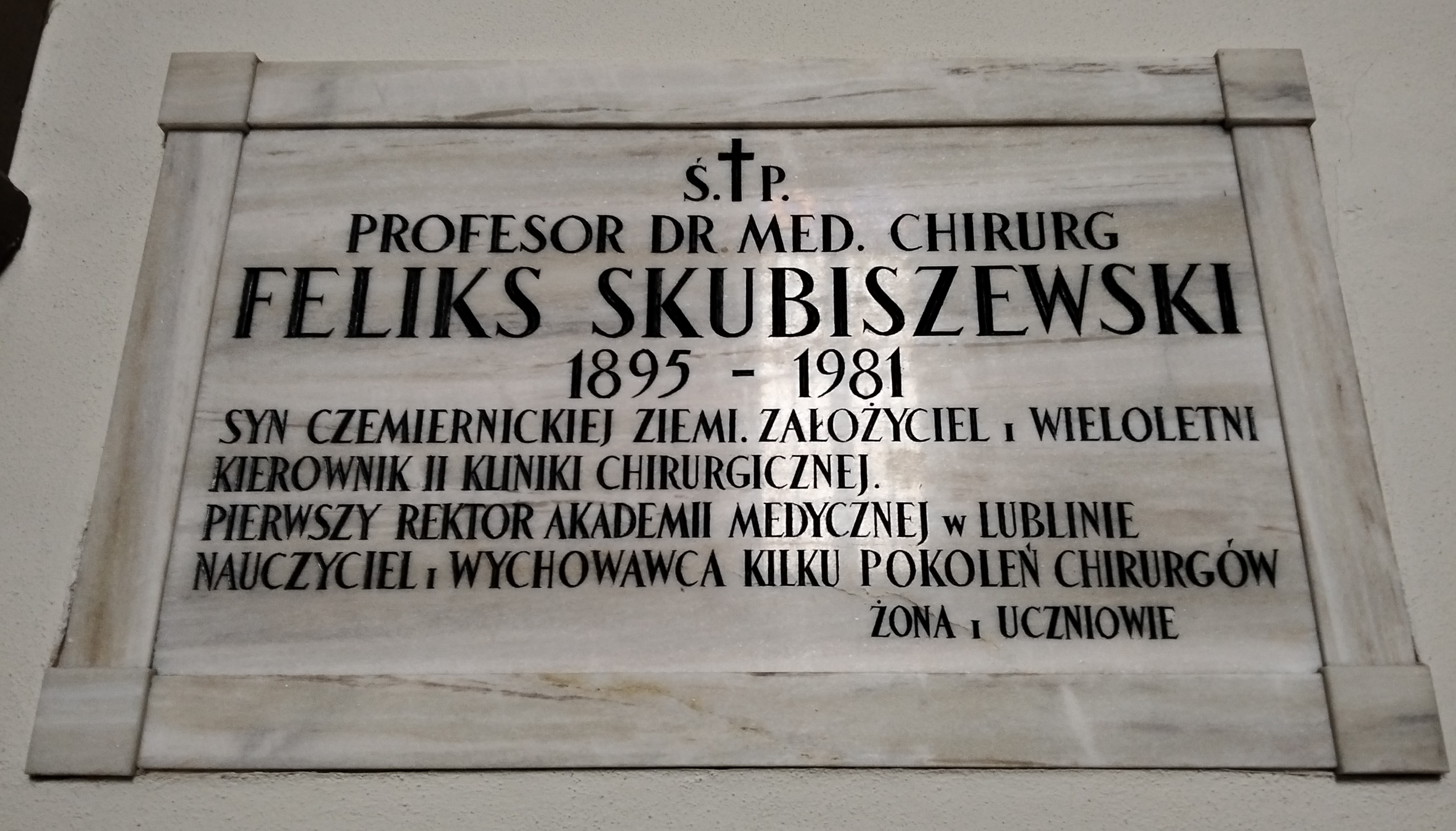
Tablica w kościele św. Stanisława w Czemiernikach

Świadectwo dojrzałości uzyskał w czerwcu 1914 w Lublinie, po czym rozpoczął studia na Wydziale Lekarskim Uniwersytetu Moskiewskiego. W 1919 uzyskał dyplom lekarski, który nostryfikował na Uniwersytecie Warszawskim. W 1920 rozpoczął pracę zawodową I Klinice Chirurgii Operacyjnej Uniwersytetu Warszawskiego, kierowanej przez Leona Kryńskiego. W 1920 został młodszym ordynatorem Oddziału Chirurgicznego Szpitala Czerwonego Krzyża nr 3 w Warszawie oraz lekarzem w Stacji Opieki Społecznej oraz żłobku dla dzieci. W 1921 był demonstratorem w Katedrze Anatomii Topograficznej i Chirurgii Operacyjnej – pracownikiem Katedry Anatomii Patologicznej Uniwersytetu Warszawskiego. W 1922 starszym asystent w Katedrze Anatomii Opisowej Państwowego Instytutu Dentystycznego w Warszawie, a 1921–1924 starszym asystentem Kliniki Chorób Nerwowych Uniwersytetu Warszawskiego. 18 października 1924 otrzymał dyplom doktorski roku z rąk rektora Uniwersytetu Warszawskiego Franciszka Krzyształowicza. W 1925 otrzymał propozycję pracy od Antoniego Jurasza. Przeniósł się do Poznania i rozpoczął pracę, jako starszy asystent, w tamtejszej Klinice Chirurgii Uniwersytetu Poznańskiego. 7 lipca 1931 otrzymał habilitację, został docentem chirurgii Wydziału Lekarskiego. W 1939 został wysiedlony z Poznania i do końca 1939 pracował w Szpitalu Ujazdowskim w Warszawie. Następne lata wojny przepracował w puławskim szpitalu jako chirurg. 1 listopada 1944 został mianowany profesorem nadzwyczajnym Katedry Chirurgii Wydziału Lekarskiego. Między 1944 a 1945 był chirurgiem Departamentu Służby Zdrowia jako główny chirurg w 64 Szpitalu Ewakuacyjnym oraz kierownik Oddziału Chirurgicznego Szpitala Okręgowego nr 2 w Lublinie. 23 października 1944 powołano do życia UMCS, a w jego ramach II Klinikę Chirurgiczną, której został kierownikiem. W latach 1945–1946 pełnił funkcję dziekana Wydziału Lekarskiego UMCS. W latach 1947–1948 był prorektorem UMCS. 24 sierpnia 1948 został mianowany profesorem zwyczajnym. 30 września 1965 przeszedł na emeryturę.
Odznaczony był Krzyżem Kawalerskim i Oficerskim Orderu Odrodzenia Polski oraz Złotym Krzyżem Zasługi.
Feliks Skubiszewski był synem Marcina i Józefy (z domu Kozak), miał dwie siostry – Janinę i Cecylię – oraz brata Ludwika. Pochowany w Czemiernikach.